# Éneklő pinty
A éneklő pinty vagy füzikepinty (Certhidea olivacea) a madarak (Aves) osztályának a verébalakúak (Passeriformes) rendjéhez, ezen belül a tangarafélék (Thraupidae) családjához tartozó faj.

## Rendszerezés
Besorolása vitatott, egyes rendszerezők a sármányfélék (Emberizidae) családba helyezik.
A szürke füzikepiny közeli rokona, sokáig azonosnak tartották a két fajt, de földrajzilag is elkülönülnek és hangjuk is különböző,

## Előfordulása
Az Ecuadorhoz tartozó Galápagos-szigeteken honos. Előfordul Santiago, Rábida, Pinzón, Isabela, Fernandina, és Santa Cruz szigeteken.
A szigetcsoporton honos Darwin–pintyek egyike. A természetes élőhelye szubtrópusi és trópusi erdők és bozótosok.

## Megjelenése
Átlagos testtömege 8.75 gramm. A közeli rokon szürke füzikepintyel ellentétben tollazata zöldes színű. A szaporodási időszakban a hímek torka vöröses árnyalatú.

## Életmódja
Tápláléka pókok és rovarok.

## Szaporodása
Monogámfaj. Fészekalja 3 tojásból áll.

## Lásd még
- Darwin–pintyek